# Robert Taylor (futbolista)
Robert Taylor (Kuopio, 21 de octubre de 1994) es un futbolista finlandés. Juega como mediocampista en el Austin F. C. de la Major League Soccer.

## Selección nacional
Ha sido internacional con la selección sub-21 de Finlandia en 3 ocasiones sin anotar goles. Con la absoluta lo ha sido en 34 ocasiones en las que ha anotado dos goles.

## Clubes
| Club                 | País           | Año       |
| -------------------- | -------------- | --------- |
| Äänekosken Huima     | Finlandia      | 2011      |
| Lincoln City         | Inglaterra     | 2011-2013 |
| Boston Town (cedido) | Inglaterra     | 2013      |
| JJK Jyväskylä        | Finlandia      | 2013-2015 |
| RoPS Rovaniemi       | Finlandia      | 2016-2017 |
| AIK Fotboll          | Suecia         | 2017-2018 |
| Tromsø IL (cedido)   | Noruega        | 2018      |
| Tromsø IL            | Noruega        | 2019      |
| SK Brann             | Noruega        | 2020-2022 |
| Inter de Miami       | Estados Unidos | 2022-2025 |
| Austin F. C.         | Estados Unidos | 2025-     |

## Palmarés

### Títulos nacionales
| Título             | Equipo         | País           | Año  |
| ------------------ | -------------- | -------------- | ---- |
| Supporter's Shield | Inter de Miami | Estados Unidos | 2024 |

### Títulos internacionales
| Título      | Club           | Sede           | Año  |
| ----------- | -------------- | -------------- | ---- |
| Leagues Cup | Inter de Miami | Estados Unidos | 2023 |